# Gaurotes adelpha
Gaurotes adelpha là một loài bọ cánh cứng trong họ Cerambycidae.